# Peasedown St John
Peasedown St John est une paroisse civile et un village du Somerset, en Angleterre.